# Hofanlage Milz

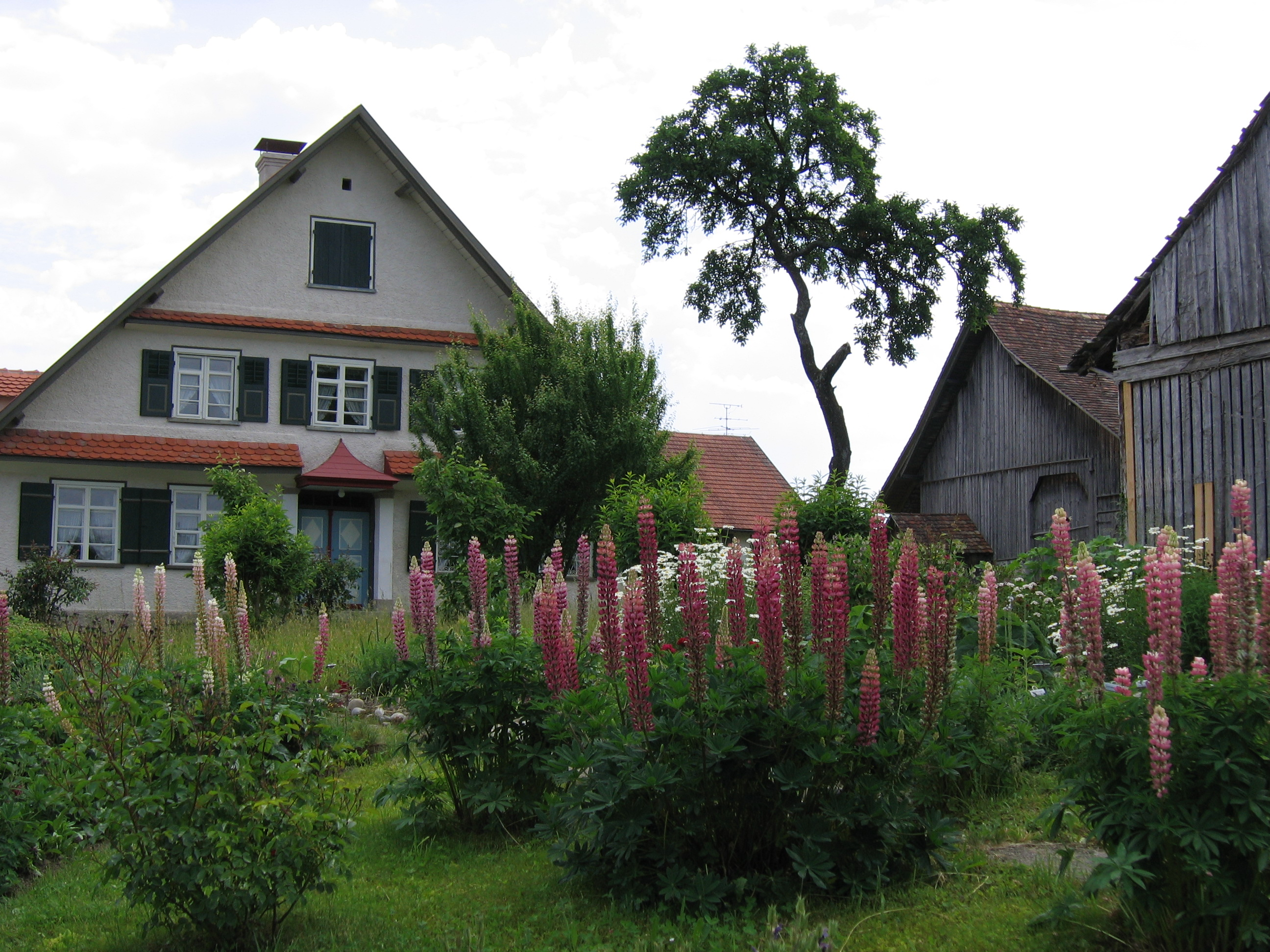
Hofanlage Milz

Die Hofanlage Milz ist ein ehemaliger Bauern- und Schultheißenhof im Ortsteil Retterschen der baden-württembergischen Gemeinde Kressbronn am Bodensee im Bodenseekreis in Deutschland.
Am originalen Standort ist ein typischer ehemaliger Bauernhof der Region in seltener Vollständigkeit und Ursprünglichkeit erhalten geblieben, welcher im Rahmen von Führungen oder Veranstaltungen durch den Verein zur Erhaltung der Hofanlage Milz besichtigt werden kann und Einblick in die Geschichte und Entwicklung der Landwirtschaft gewährt.

## Geschichte der Hofanlage
Die Geschichte der Hofanlage Milz lässt sich bis zum Beginn der Gemeindegeschichte zurückverfolgen: Seinerzeit erwarb das Kloster St. Gallen Besitz in Retterschen, das 799 erstmals urkundlich erwähnt wurde. Es folgten Konrad von Stegen (bei Aulendorf), reiche Lindauer Bürger und von 1491 bis 1809 die Herren von Sirgenstein aus dem Allgäu. Sie verliehen den Hof an die Bauern vor Ort. Seit 1680 war das die Wasserburger Familie Huster, die die Hofanlage als Eigentum erwarb; als letzte Angehörige dieser Familie lebte Theresia Milz, die der Hofanlage ihren Namen gab, bis 1992 hier. Im Jahr 2001 erwarb die Gemeinde Kressbronn das Anwesen.
Zum Hof Milz gehörte bis 1907 auch ein Grundstück in aussichtsreicher Lage, das damals an den aus Düsseldorf stammenden Landgerichtsrat a. D. Dübbers verkauft wurde. Der Erlös wurde für eine neue Mostpresse (1910) und eine Hopfendarre (1912) verwendet. Auf dem Grundstück ließ Dübbers sich eine Villa im Jugendstil errichten, das spätere „Allianz-Heim“, der heutige „Sonnenhof“.

## Gebäude
Heute geben vier freistehende Gebäude aus drei Jahrhunderten einen eindrucksvollen Einblick in das Leben der Vorfahren, das Haupthaus mit Wohnräumen und Stallungen, die Scheuer, die Remise und das Backhaus.

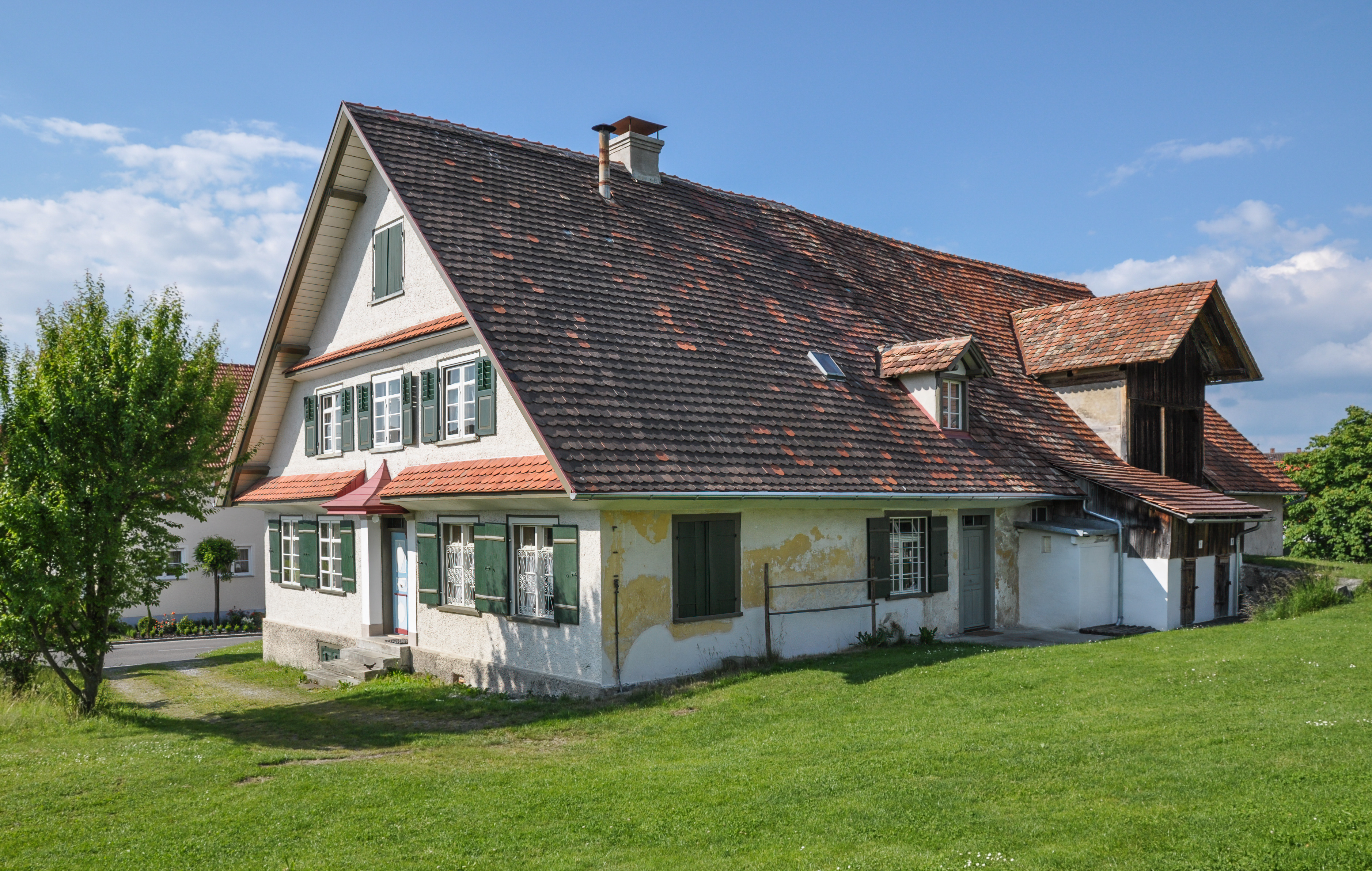
Haupthaus
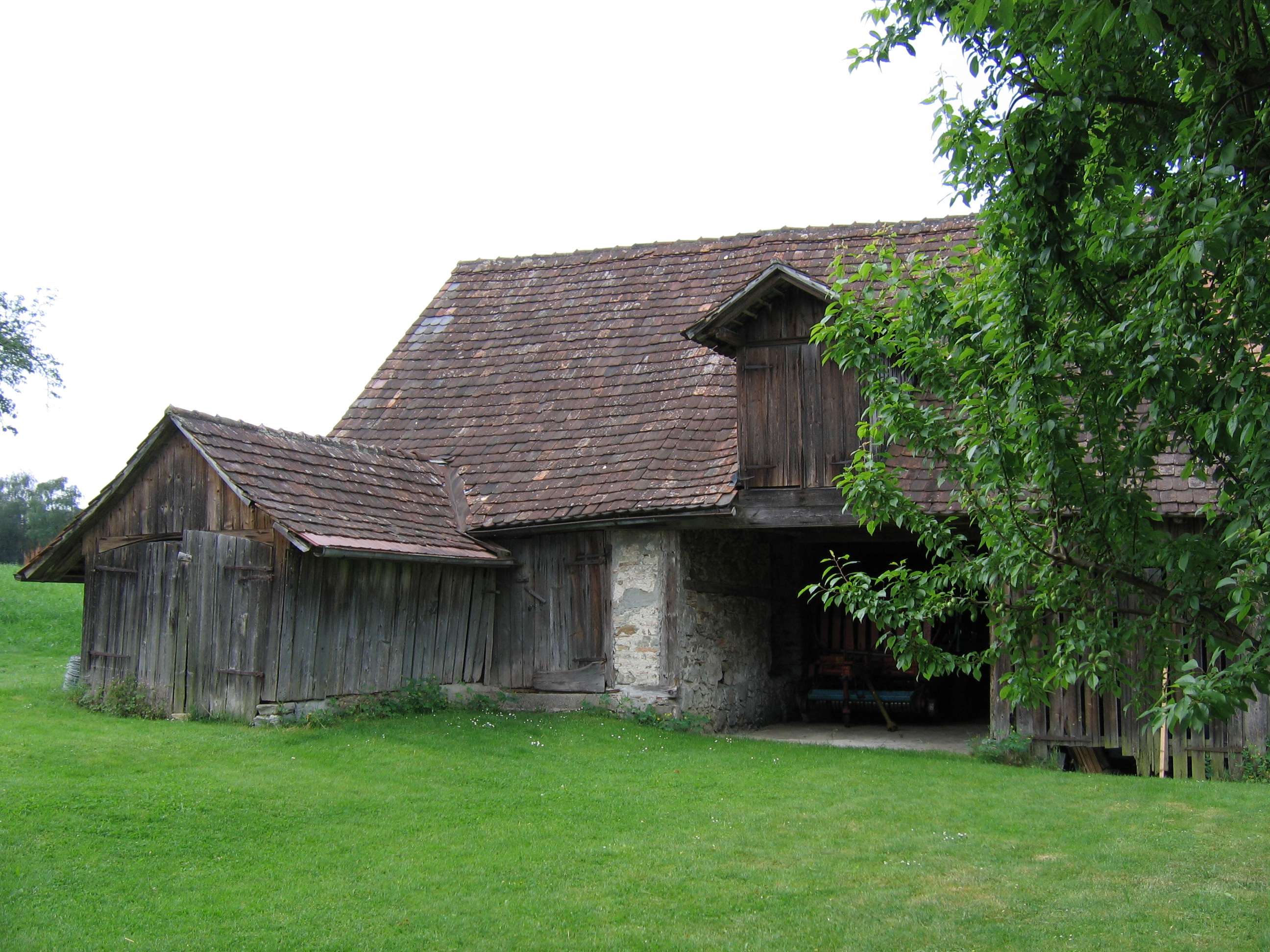
Remise
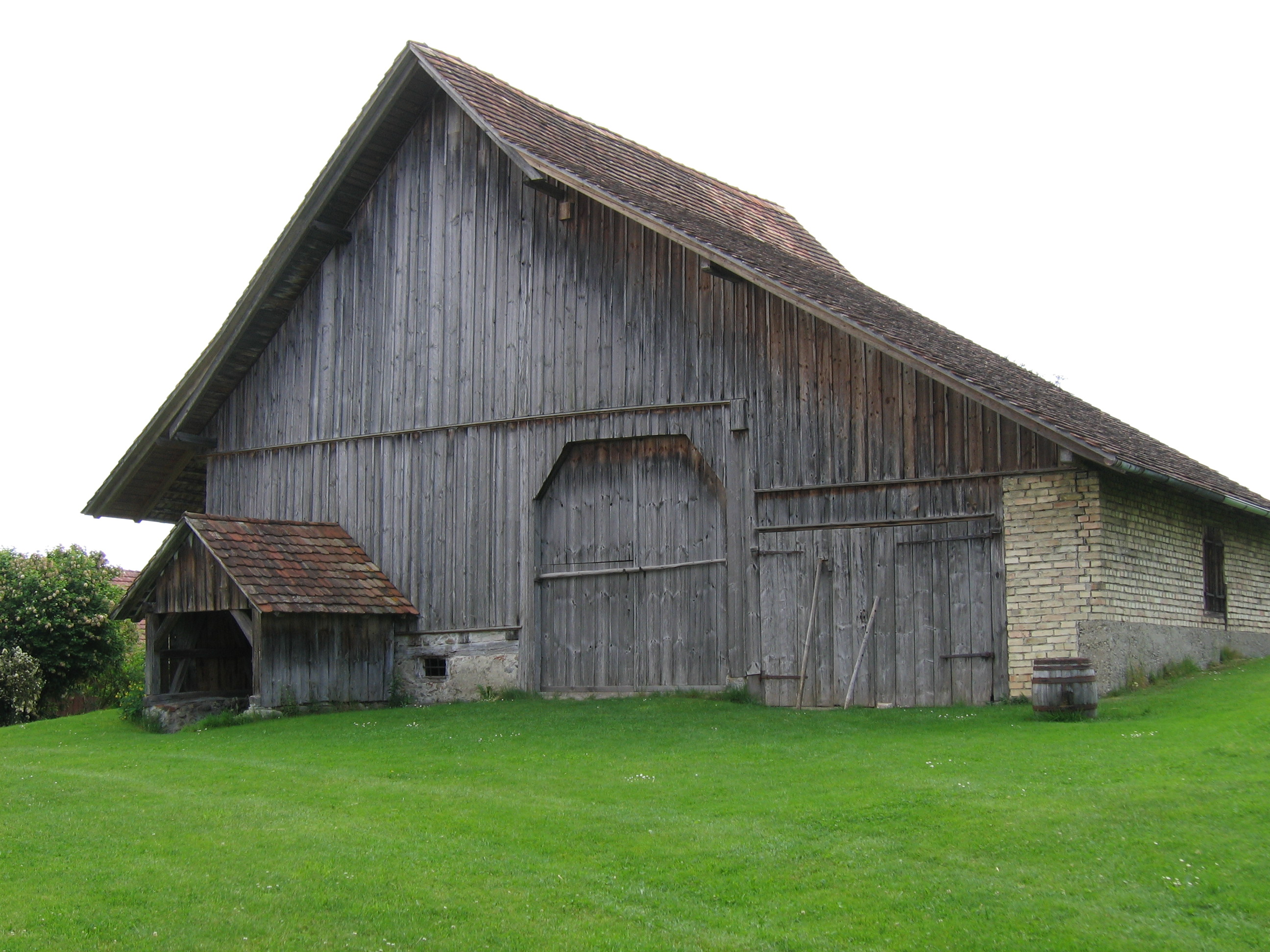
Scheuer

### Haupthaus
Die Wohnräume dieses Einhauses – Mensch und Tier lebten unter einem Dach – wurden 1855 vom Schultheiß Franz Josef Huster der damaligen Gemeinde Nonnenbach neu erbaut und mit einer Amtsstube ausgestattet, in der die Gemeindeverwaltung bis 1870 ihren Sitz hatte. So, wie die Generationen sie zusammengetragen haben, ist die Ausstattung der Wohnräume in ihrem originalen Zustand erhalten. Sie zeigt neben der allenthalben präsenten katholischen Frömmigkeit auch die geradezu demütige Bescheidenheit dieser ländlichen Bodenseegegend. Die Zeit scheint seit 1945 stehen geblieben zu sein: Kriegerwitwe Milz besaß weder Bad, Zentralheizung, Kühlschrank, Elektroherd noch fließend kaltes und schon gar kein warmes Wasser.

1875 wurde der Wirtschaftsteil für die Viehwirtschaft umgebaut. Hocheinfahrt, Heustock und Futtergang erinnern an die Blütezeit der Vieh- und Grünlandwirtschaft im zweiten Drittel des 19. Jahrhunderts. Zu dieser Zeit wurden unter anderem auf dem Rathausplatz Kressbronns die bedeutendsten Viehmärkte im südlichen Oberschwaben abgehalten. 2005 bis 2006 wurde der Wirtschaftsteil, 2007/08 der Wohnteil instand gesetzt.

### Remise
In der 1803 errichteten Remise befand sich das Holz- und Geschirrlager, Wagen wurden dort untergestellt und 1912 ein Trockenboden für den geernteten Hopfen eingerichtet.
Seit 2010 wird die Remise durch den Verein in Zusammenarbeit mit einem Architekten instand gesetzt.

### Scheuer
Als in Retterschen noch Acker- und Weinbau betrieben wurden, entstand 1717 die Scheuer der Hofanlage. Getreidelager, Tenne und Weinkeller zeugen von dieser Zeit. Im Jahr 1900 kamen ein Schopf und eine Mostpresse hinzu. 2003/04 wurde die Scheuer denkmalgerecht instand gesetzt, 2007 die Mostpresse restauriert.

### Backhaus
Im Backhaus werden seit 1705 frische Backwaren hergestellt. Daneben diente es als Wasch- und Badestelle, dort wurde geschlachtet und Schnaps gebrannt. 1981 wurde das Backhaus saniert.

## Gartenanlagen
Im Bereich zwischen Backhaus und Remise wurde 2008 von Kressbronner Senioren ein traditioneller Bauerngarten angelegt. Der bis dahin bestehende Garten erinnerte an die weitreichende Selbstversorgung des Hofs.
Kressbronner Landwirte erweiterten die Anlage 2009 um einen 30 historische Hochstammarten umfassenden Obstgarten mit den Apfelsorten Berlepsch, Bohnapfel, Boskoop, Champagnerrenette, Französische Goldrenette, Gewürzluiken, Glockenapfel, Goldparmäne, Gravensteiner, Hausapfel, Josef Musch, Klarapfel, Landsberger Renette, Teuringer Rambour, Salemer Klosterapfel, Schöner vom Oberland, Transparent, Welschisner und Zabergäurenette sowie den Birnensorten Gelbmöstler, Gute Luise, Köstliche aus Charneux, Palmischbirne, Rommelter, Rote Tettnanger Mostbirne, Schweizer Wasserbirne, Stuttgarter Gaishirtl, Sülibirne und Witfelder.

## Eigentümer und Pächter
| Zeitraum      | Eigentümer                      | Zeitraum                        | Pächter                         | Herkunft                        | geboren                         | gestorben                       | Anmerkungen                                                          |
| ------------- | ------------------------------- | ------------------------------- | ------------------------------- | ------------------------------- | ------------------------------- | ------------------------------- | -------------------------------------------------------------------- |
| von ? bis 799 | Reginbold                       |                                 |                                 |                                 |                                 |                                 |                                                                      |
| 799 bis ...   | Kloster St. Gallen              |                                 |                                 |                                 |                                 |                                 | Verwaltung durch die Kirche in Wasserburg                            |
|               | Kloster St. Gallen              | 1369 bis 1382                   | Konrad von Stegen               | nahe Aulendorf                  |                                 |                                 |                                                                      |
|               | Kloster St. Gallen              | 1382 bis 1424                   | Familien Bürgin und Maiger      | Lindau                          |                                 |                                 |                                                                      |
| ... 1491      | Kloster St. Gallen              | 1424 bis 1491                   | Familie Bürgin                  | Lindau                          |                                 |                                 |                                                                      |
| 1491 bis ...  | Herren von Sirgenstein          | 1491 bis ?                      | Veit Syrg von Syrgenstein       | Eglofs                          |                                 |                                 |                                                                      |
|               | Herren von Sirgenstein          | ~ 1688 bis 1716                 | Huster, Bartholomäus            | Wasserburg                      |                                 |                                 |                                                                      |
|               | Herren von Sirgenstein          | ~ 1716 bis 1750                 | Huster, Johannes                |                                 |                                 |                                 |                                                                      |
|               | Herren von Sirgenstein          | ~ 1750 bis 1760                 | Huster, Christian               |                                 |                                 |                                 |                                                                      |
|               | Herren von Sirgenstein          | 1760 bis 1797                   | Günthör, Gallus                 | Schleinsee                      |                                 |                                 | zweiter Ehemann der Witwe Christian Husters                          |
| ... 1809      | Herren von Sirgenstein          | 1797 bis 1824                   | Huster, Johannes                |                                 |                                 |                                 | Sohn des Christian Huster                                            |
| 1809 bis 1824 | Huster, Johannes                |                                 |                                 |                                 |                                 |                                 | Sohn des Christian Huster                                            |
| 1824 bis 1870 | Huster, Franz Josef             |                                 |                                 |                                 |                                 |                                 | von 1854 bis 1870 Schultheiß der ehemaligen Gemeinde Nonnenbach      |
| 1870 bis 1896 | Huster, Johannes                |                                 |                                 |                                 |                                 |                                 |                                                                      |
| 1896 bis 1905 | Huster, Franziska               |                                 |                                 |                                 |                                 | 1967                            | geborene Frei; Witwe des Johannes Huster                             |
| 1905 bis 1940 | Höfle, Anton                    |                                 |                                 | Poppis                          |                                 | 1966                            | Schwiegersohn des Johannes Huster                                    |
| 1940 bis 1944 | Milz, Johann Georg              |                                 |                                 | Döllen                          |                                 |                                 | Schwiegersohn des Anton Höfle                                        |
| 1944 bis 2000 | Milz, Theresia                  |                                 |                                 |                                 |                                 |                                 | geborene Höfle; Witwe des Johann Georg Milz, Tochter des Anton Höfle |
| seit 2001     | Gemeinde Kressbronn am Bodensee | Gemeinde Kressbronn am Bodensee | Gemeinde Kressbronn am Bodensee | Gemeinde Kressbronn am Bodensee | Gemeinde Kressbronn am Bodensee | Gemeinde Kressbronn am Bodensee | Gemeinde Kressbronn am Bodensee                                      |

## Verein zur Erhaltung der Hofanlage Milz
Der am 24. Januar 2002 gegründete Verein zur Erhaltung der Hofanlage Milz e. V. kümmert sich nach dem Motto „bewahren und beleben“ um die Restaurierung und Belebung dieser kulturhistorisch so exorbitanten Volkskunde-Insel. Heute zählt der Verein 166 Mitglieder (Stand: Januar 2010). Ihre Ziele sind unter anderem die schrittweise denkmalgerechte Instandsetzung der Gebäude, die Erforschung und Vermittlung von Hof- und Familiengeschichte, die Restaurierung der Ausstattung und die Durchführung von Veranstaltungen mit Partnern, zum Beispiel „Kressbronner Wandertage“, Kinderaktionstage oder Vorträge.

### Auszeichnungen

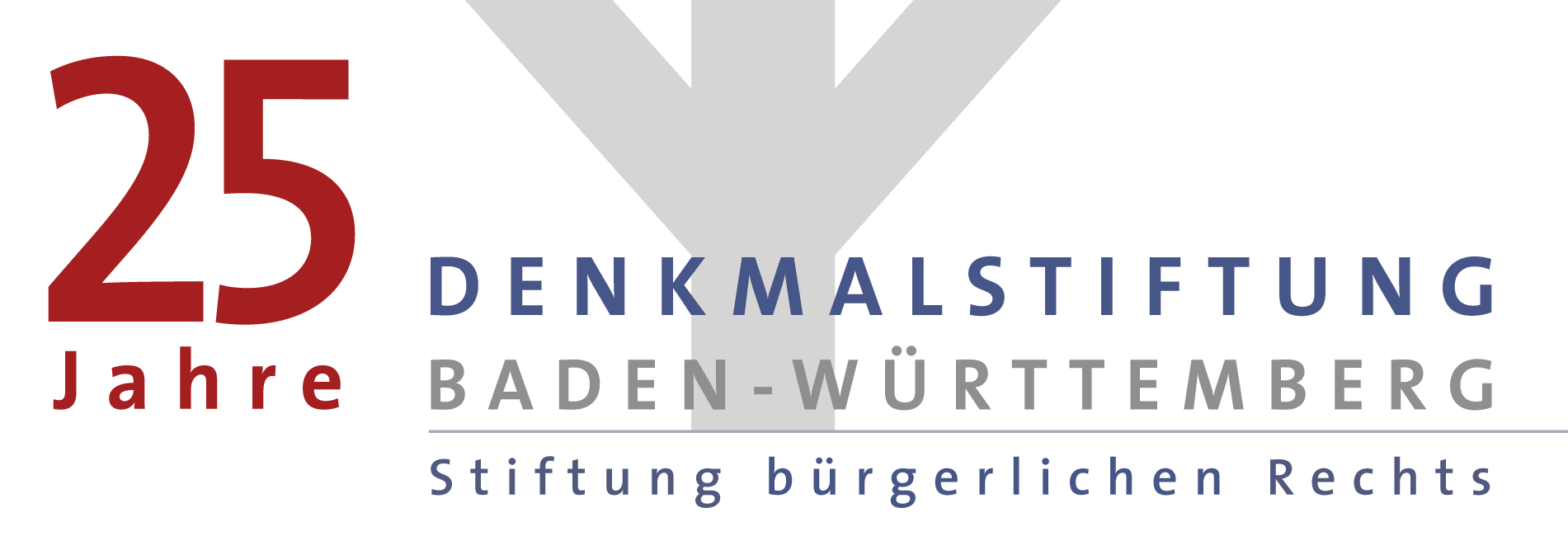
Denkmal des Monats
September 2005

Die Hofanlage Milz wurde von der Denkmalstiftung Baden-Württemberg zum Denkmal des Monats September 2005 ernannt.
2008 wurde der Verein von der Denkmalstiftung als vorbildliche „private Initiative auf dem Gebiet der Denkmalpflege“ ausgezeichnet.
Das Ministerium für Wissenschaft, Forschung und Kunst verlieh im Rahmen der Heimattage Baden-Württemberg 2011 in Bühl/Baden die Heimatmedaille des Landes Baden-Württemberg an die Vorsitzende des Vereins zur Erhaltung der Hofanlage Milz e. V., Petra Sachs-Gleich, wegen ihrer Verdienste um den Erhalt historischer Bausubstanz und die Erforschung und Vermittlung von Bau-, Heimat und Regionalgeschichte.